# European Poker Tour
O Pokerstars.com European Poker Tour (EPT) é uma série de torneios de pôquer realizados em cassinos da Europa.

O European poker tour foi criado em 2004 pelo veterano do poker John Duthie. O torneio inaugural aconteceu em Barcelona e durante o EPT, vários torneios estão na sua programação, tendo como mais importantes o Evento Principal (Main Event), o High Roller com inscrição mais cara, geralmente entre $10.000 e $25.000 e o Super High Roler com inscrição variando entre $50.000 a $250.000, dependendo da etapa, além de diversos outros torneios chamados de torneios paralelos, consagrando vários campeões em cada etapa, mas somente um campeão no evento principal que marca seu nome na história do EPT.

Durante os anos seguintes o EPT continuou crescendo, em cada etapa mais e mais jogadores participavam dos torneios de poker recheados de jogadores profissionais, amadores e turistas que simplesmente fizeram o EPT se tornar um sucesso desde então. Em 2008 o Pokerstars Caribbean Adventure deixou de fazer parte do World Poker Tour e uniu-se ao EPT trazendo muito mais jogadores americanos para jogar no continente europeu e não somente na etapa de Bahamas, o PCA.

Desde sua criação o EPT tem conseguido diversificar as cidades por onde passa, tendo ja consagrado sucesso nas etapas de Barcelona, Monte Carlo e Praga além de outras cidades como Londres, Malta e Sochi. No ano de 2023 novos destinos foram adicionados a tour, sendo eles Paris e Chipre que obtiveram resultados excelentes e que poderão se destino certo para os próximos anos de EPT.

O sucesso do EPT foi tão grande no início, que sua organizadora, a Pokerstars.com duplicou para outros continentes ao redor do mundo a experiência de participar de grandes eventos de poker fora das grandes capitais do poker mundial. Foram criados o APPT - Asia Pacific Poker Tour e o LAPT - Latin American Poker Tour bem como eventos nacionais como o NAPT (North American Poker Tour), o EKA (Eureka Poker Tour), o FPS (France Poker Series), o ESPT (Estrellas Poker Tour), UKIPT (Reino Unido e Irlanda Poker Tour), o Irish Poker Open, dentre outros.

## 1.ª Temporada (2004-2005)
| Data                         | Evento                             | Entradas | Premiação               | Vencedor         | Campeão                 | Resultados |
| ---------------------------- | ---------------------------------- | -------- | ----------------------- | ---------------- | ----------------------- | ---------- |
| 18 de Setembro de 2004       | EPT Barcelona Open                 | 229      | €229.000                | Alexander Stevic | €80.000                 |            |
| 9 a 10 de Outubro de 2004    | European Poker Classics Londres    | 175      | £539.410 (€781.411)     | John Shipley     | £200.000 (€289.728)     |            |
| 23 de Outubro de 2004        | The Irish Winter Tournament Dublin | 163      | €244.500                | Ram Vaswani      | €93.000                 |            |
| 29 a 30 de Janeiro de 2005   | EPT Scandinavian Open Copenhague   | 156      | Kr.2.883.825 (€387.500) | Noah Boeken      | Kr.1.098.340 (€147.584) |            |
| 16 a 19 de Fevereiro de 2005 | EPT French Open Deauville          | 245      | €465.500                | Brandon Schaefer | €144.000                |            |
| 10 a 12 de Março de 2005     | 11th Viena Spring Poker Festival   | 297      | €594.000                | Pascal Perrault  | €184.500                |            |
| 16 a 20 de Março de 2005     | EPT Monte Carlo Grand Final        | 211      | €2.110.000              | Rob Hollink      | €635.000                |            |

## 2.ª Temporada (2005-2006)
| Data                                  | Evento                                    | Entradas | Premiação                 | Vencedor        | Campeão                 | Resultados |
| ------------------------------------- | ----------------------------------------- | -------- | ------------------------- | --------------- | ----------------------- | ---------- |
| 16 a 17 de Setembro de 2005           | EPT Barcelona Open                        | 327      | €1.309.200                | Jan Boubli      | €416.000                |            |
| 30 de Setembro a 2 de Outubro de 2005 | The Grosvenor World Masters Londres       | 242      | £708.630 (€1.042.097)     | Mark Teltscher  | £280.000 (€411.762)     |            |
| 4 a 6 de Outubro de 2005              | EPT Baden Classic Poker EM                | 180      | €720.000                  | Patrik Antonius | €288.180                |            |
| 29 a 30 de Outubro de 2005            | The Irish Winter Festival of Poker Dublin | 248      | €992.000                  | Mats Gavatin    | €317.000                |            |
| 19 a 22 de Janeiro de 2006            | EPT Scandinavian Open Copenhague          | 288      | Kr.7.932.624 (€1.063.051) | Mads Andersen   | Kr.2.548.040 (€341.463) |            |
| 8 a 11 de Fevereiro de 2006           | EPT French Open Deauville                 | 434      | €1.610.300                | Mats Iremark    | €480.000                |            |
| 7 a 11 de Março de 2006               | EPT Monte Carlo Grand Final               | 298      | €2.801.200                | Jeff Williams   | €900.000                |            |

## 3.ª Temporada (2006-2007)
| Data                             | Evento                                    | Entradas | Premiação                  | Vencedor             | Campeão                 | Resultados |
| -------------------------------- | ----------------------------------------- | -------- | -------------------------- | -------------------- | ----------------------- | ---------- |
| 13 a 16 de Setembro de 2006      | EPT Barcelona Open                        | 480      | €2.304.000                 | Bjørn-Erik Glenne    | €691.000                |            |
| 21 a 24 de Setembro de 2006      | 2006 European Poker Championships Londres | 398      | £1.393.000 (€2.075.375)    | Victoria Coren       | £500.000 (€744.930)     |            |
| 7 a 10 de Outubro de 2006        | The Big Double EPT Baden                  | 331      | €1.572.397                 | Duc Thang Nguyen     | €487.397                |            |
| 26 a 29 de Outubro de 2006       | The Irish Masters 2006 EPT Dublin         | 389      | €1.847.750                 | Roland De Wolfe      | €554.300                |            |
| 17 a 20 de Janeiro de 2007       | EPT Scandinavian Open Copenhague          | 400      | Kr.13.824.000 (€1.854.490) | Magnus Petersson     | Kr.4.078.080 (€547.074) |            |
| 8 a 11 de Março de 2007          | EPT German Open Dortmund                  | 493      | €2.317.100                 | Andreas Høivold      | €672.000                |            |
| 14 a 17 de Março de 2007         | EPT Polish Open Varsóvia                  | 284      | Zl.4.007.000 (€1.429.978)  | Peter Willers Jepsen | Zl.1.226.711 (€437.776) |            |
| 28 de Março a 2 de April de 2007 | EPT Monte Carlo Grand Final               | 706      | €6.636.400                 | Gavin Griffin        | €1.825.010              |            |

## 4.ª Temporada (2007-2008)
| Data                                   | Evento                                    | Entradas | Premiação                  | Vencedor             | Campeão                 | Resultados |
| -------------------------------------- | ----------------------------------------- | -------- | -------------------------- | -------------------- | ----------------------- | ---------- |
| 28 de Agosto a 2 de Setembro de 2007   | EPT Barcelona Open                        | 543      | €4.181.100                 | Sander Lylloff       | €1.170.700              |            |
| 25 a 29 de Setembro de 2007            | 2007 European Poker Championships Londres | 392      | £2.038.400 (€2.925.369)    | Joseph Mouawad       | £611.520 (€877.611)     |            |
| 7 a 10 de Outubro de 2007              | EPT Baden Classic                         | 282      | €2.143.200                 | Julian Thew          | €670.800                |            |
| 30 de Outubro a 3 Novembro de 2007     | EPT Dublin                                | 221      | €1.701.700                 | Reuben Peters        | €532.620                |            |
| 10 a 14 de Dezembro de 2007            | EPT Praga                                 | 555      | €2.530.240                 | Arnaud Mattern       | €708.400                |            |
| 5 a 10 de Janeiro de 2008              | PCA 2008 Paradise Island                  | 1.136    | $8.562.976 (€5.742.675)    | Bertrand Grospellier | $2.000.000 (€1.352.080) |            |
| 29 de Janeiro a 2 de Fevereiro de 2008 | EPT German Open Dortmund                  | 411      | €3.164.700                 | Michael McDonald     | €933.600                |            |
| 19 a 23 de Fevereiro de 2008           | EPT Scandinavian Open Copenhague          | 460      | Kr.21.086.400 (€2.828.530) | Timothy Vance        | Kr.6.220.488 (€834.404) |            |
| 11 a 15 de Março de 2008               | EPT Polish Open Varsóvia                  | 359      | Zl.7.180.000 (€2.035.100)  | Michael Schulze      | Zl.2.153.999 (€610.530) |            |
| 1 a 5 de Abril de 2008                 | EPT Sanremo                               | 701      | €3.195.860                 | Jason Mercier        | €869.000                |            |
| 12 a 17 de Abril de 2008               | EPT Monte Carlo Grand Final               | 842      | €8.420.000                 | Glen Chorny          | €2.020.000              |            |

## 5.ª Temporada (2008-2009)
| Data                                  | Evento                                    | Entradas | Premiação                  | Vencedor             | Campeão                 | Resultados |
| ------------------------------------- | ----------------------------------------- | -------- | -------------------------- | -------------------- | ----------------------- | ---------- |
| 10 a 14 de Setembro de 2008           | EPT Barcelona Open                        | 619      | €4.952.000                 | Sebastian Ruthenberg | €1.361.000              |            |
| 1 a 5 de Outubro de 2008              | 2008 European Poker Championships Londres | 596      | £3.349.200 (€4.333.831)    | Michael Martin       | £1.000.000 (€1.293.990) |            |
| 28 de Outubro a 1 de Novembro de 2008 | EPT Hungarian Open Budapeste              | 532      | €2.128.000                 | William Fry          | €595.840                |            |
| 15 a 19 de Novembro de 2008           | EPT Polish Open Varsóvia                  | 217      | €1.172.975                 | João Barbosa         | €367.141                |            |
| 9 a 13 de Dezembro de 2008            | EPT Praga                                 | 570      | €2.764.500                 | Salvatore Bonavena   | €774.000                |            |
| 5 a 10 de Janeiro de 2009             | PCA 2009 Paradise Island                  | 1.347    | $12.674.000 (€9.341.752)   | Poorya Nazari        | $3.000.000 (€2.211.240) |            |
| 20 a 24 de Janeiro de 2009            | EPT Deauville                             | 645      | €3.096.000                 | Moritz Kranich       | €851.400                |            |
| 17 a 21 de Fevereiro de 2009          | EPT Scandinavian Open Copenhague          | 462      | Kr.22.176.000 (€2.976.463) | Jens Kyllönen        | Kr.6.542.208 (€878.095) |            |
| 10 a 14 de Março de 2009              | EPT German Open Dortmund                  | 667      | €3.335.000                 | Sandra Naujoks       | €917.000                |            |
| 18 a 23 de Abril de 2009              | EPT Sanremo                               | 1.178    | €5.713.300                 | Constant Rijkenberg  | €1.508.000              |            |
| 28 de Abril a 3 de Maio de 2009       | EPT Monte Carlo Grand Final               | 935      | €9.350.000                 | Pieter De Korver     | €2.300.000              |            |

## 6.ª Temporada (2009-2010)
| Data                         | Evento                             | Entradas | Premiação                  | Vencedor            | Campeão                 | Resultados |
| ---------------------------- | ---------------------------------- | -------- | -------------------------- | ------------------- | ----------------------- | ---------- |
| 18 a 23 de Augosto de 2009   | EPT Kiev Sports Poker Championship | 296      | €1.480.000                 | Maxim Lykov         | €330.000                |            |
| 4 a 9 de Setembro de 2009    | EPT Barcelona                      | 428      | €3.382.000                 | Carter Phillips     | €850.000                |            |
| 2 a 7 de Outubro de 2009     | EPT Londres                        | 730      | £3.540.500 (€3.848.346)    | Aaron Gustavson     | £850.000 (€923.908)     |            |
| 20 a 25 de Outubro de 2009   | EPT Varsóvia                       | 203      | Zl.4.770.500 (€1.142.773)  | Christophe Benzimra | Zl.1.493.170 (€357.689) |            |
| 17 a 22 de Novembro de 2009  | EPT Vilamoura                      | 322      | €1.561.700                 | António Matias      | €404.793                |            |
| 1 a 6 de Dezembro de 2009    | EPT Praga                          | 586      | €2.842.100                 | Jan Skampa          | €682.000                |            |
| 5 a 11 de Janeiro de 2010    | PCA 2010 Paradise Island           | 1.529    | $14.826.800 (€10.201.135)  | Harrison Gimbel     | $2.200.000 (€1.469.644) |            |
| 20 a 25 de Janeiro de 2010   | EPT Deauville                      | 768      | €3.686.400                 | Jake Cody           | €857.000                |            |
| 16 a 21 de Fevereiro de 2010 | EPT Copenhague                     | 768      | Kr.14.212.800 (€1.906.079) | Anton Wigg          | Kr.3.675.000 (€493.957) |            |
| 2 a 7 de Março de 2010       | EPT Berlin                         | 945      | €4.725.000                 | Kevin MacPhee       | €1.000.000              |            |
| 21 a 16 de Março de 2010     | EPT Snowfest Salzburgo             | 546      | €3.750.000                 | Allan Bække         | €445.000                |            |
| 15 a 21 de Abril de 2010     | EPT Sanremo                        | 1.240    | €6.014.000                 | Liv Boeree          | €1.250.000              |            |
| 25 a 30 de Abril de 2010     | EPT Monte Carlo Grand Final        | 848      | €8.480.000                 | Nicolas Chouity     | €1.700.000              |            |

## 7.ª Temporada (2010-2011)
| Data                                  | Evento                   | Entradas | Premiação                  | Vencedor             | Campeão                 | Resultados |
| ------------------------------------- | ------------------------ | -------- | -------------------------- | -------------------- | ----------------------- | ---------- |
| 11 a 16 de Augosto de 2010            | EPT Tallinn              | 420      | €1.596.000                 | Kevin Stani          | €400.000                |            |
| 28 de Augosto a 2 de Setembro de 2010 | EPT Vilamoura            | 384      | €1.862.400                 | Toby Lewis           | €467.835                |            |
| 29 de Setembro a 4 de Outubro de 2010 | EPT Londres              | 848      | £4.112.800 (€4.761.389)    | David Vamplew        | £900.000 (€1.041.300)   |            |
| 26 a 31 de Outubro de 2010            | EPT Viena                | 578      | €2.935.000                 | Michael Eiler        | €700.000                |            |
| 22 a 27 de Novembro de 2010           | EPT Barcelona            | 758      | €3.790.000                 | Kent Lundmark        | €825.000                |            |
| 13 a 18 de Dezembro de 2010           | EPT Praga                | 563      | €2.730.550                 | Roberto Romanello    | €640.000                |            |
| 8 a 13 de Janeiro de 2011             | PCA 2011 Paradise Island | 1.560    | $15.132.000 (€11.323.730)  | Galen Hall           | $2.300.000 (€1.721.170) |            |
| 25 a 31 de Janeiro de 2011            | EPT Deauville            | 891      | €4.276.800                 | Lucien Cohen         | €880.000                |            |
| 21 a 26 de Fevereiro de 2011          | EPT Copenhague           | 449      | Kr.15.086.400 (€2.022.181) | Michael Tureniec     | Kr.3.700.000 (€495.948) |            |
| 20 a 25 de Março de 2011              | EPT Snowfest Salzburgo   | 482      | €1.636.390                 | Vladimir Geshkenbein | €390.000                |            |
| 5 a 10 de Abril de 2011               | EPT Berlin               | 773      | €3.865.000                 | Ben Wilinofsky       | €825.000                |            |
| 27 de Abril a 3 de Maio de 2011       | EPT Sanremo              | 987      | €4.786.950                 | Rupert Elder         | €930.000                |            |
| 7 a 12 de Maio de 2011                | EPT Madrid Grand Final   | 686      | €6.860.000                 | Ivan Freitez         | €1.500.000              |            |

## 8.ª Temporada (2011-2012)
| Data                                   | Evento                      | Entradas | Premiação                   | Vencedor          | Campeão                  | Resultados |
| -------------------------------------- | --------------------------- | -------- | --------------------------- | ----------------- | ------------------------ | ---------- |
| 2 a 7 de Augosto de 2011               | EPT Tallinn                 | 282      | €1.071.600                  | Ronny Kaiser      | €275.000                 |            |
| 27 de Augosto a 1 de Setembro de 2011  | EPT Barcelona               | 811      | €4.055.000                  | Martin Schleich   | €850.000                 |            |
| 30 de Setembro a 6 de Outubro de 2011  | EPT Londres                 | 691      | £3.351.350 (€3.850.701)     | Benjamin Spindler | £750.000 (€861.750)      |            |
| 21 a 27 de Outubro de 2011             | EPT Sanremo                 | 837      | €3.734.694                  | Andrey Pateychuk  | €680.000                 |            |
| 15 a 20 de Novembro de 2011            | EPT Loutraki                | 336      | €1.344.000                  | Zimnan Ziyard     | €347.000                 |            |
| 5 a 10 de Dezembro de 2011             | EPT Praga                   | 772      | €3.501.700                  | Martin Finger     | €720.000                 |            |
| 5 a 15 de Janeiro de 2012              | PCA 2012 Paradise Island    | 1.072    | $10.398.400 (€8.227.526)    | John Dibella      | $1.775.000 (€1.404.433)  |            |
| 31 de Janeiro a 6 de Fevereiro de 2012 | EPT Deauville               | 889      | €4.267.200                  | Vadzim Kursevich  | €875.000                 |            |
| 20 a 25 de Fevereiro de 2012           | EPT Copenhague              | 299      | DKr$10.046.400 (€1.354.494) | Mickey Petersen   | DKr$2.515.000 (€338.469) |            |
| 12 a 17 de Março de 2012               | EPT Madrid                  | 477      | €2.313.450                  | Frederik Jensen   | €495.000                 |            |
| 26 a 31 de Março de 2012               | EPT Campione                | 570      | €2.764.500                  | Jannick Wrang     | €640.000                 |            |
| 16 a 21 de Abril de 2012               | EPT Berlin                  | 745      | €3.725.000                  | Davidi Kitai      | €712.000                 |            |
| 25 a 30 de Abril de 2012               | EPT Monte Carlo Grand Final | 665      | €6.650.000                  | Mohsin Charania   | €1.350.000               |            |

## 9.ª Temporada (2012-2013)
| Data                       | Evento                      | Entradas | Premiação               | Vencedor        | Campeão                 | Resultados |
| -------------------------- | --------------------------- | -------- | ----------------------- | --------------- | ----------------------- | ---------- |
| 19 a 25 de Augosto de 2012 | EPT Barcelona               | 1.082    | €5.247.700              | Mikalai Pobal   | €1.007.550              |            |
| 5 a 11 de Outubro de 2012  | EPT Sanremo                 | 797      | €3.865.449              | Ludovic Lacay   | €744.910                |            |
| 9 a 15 de Dezembro de 2012 | EPT Praga                   | 864      | €4.190.400              | Ramzi Jelassi   | €835.000                |            |
| 7 a 13 de Janeiro de 2013  | PCA 2013 Paradise Island    | 987      | $9.573.900 (€7.162.905) | Dimitar Danchev | $1.859.000 (€1.390.848) |            |
| 3 a 9 de Fevereiro de 2013 | EPT Deauville               | 782      | €3.753.600              | Remi Castaignon | €770.000                |            |
| 10 a 16 de Março de 2013   | EPT Londres                 | 647      | £3.137.950 (€3.625.901) | Ruben Visser    | £595.000 (€687.523)     |            |
| 21 a 27 de Abril de 2013   | EPT Berlin                  | 912      | €4.423.200              | Daniel Pidun    | €880.000                |            |
| 6 a 12 de Maio de 2013     | EPT Monte Carlo Grand Final | 531      | €5.310.000              | Steve O'Dwyer   | €1.224.000              |            |

## 10.ª Temporada (2013-2014)
| Data                                   | Evento                      | Entradas | Premiação                | Vencedor                | Campeão                 | Resultados |
| -------------------------------------- | --------------------------- | -------- | ------------------------ | ----------------------- | ----------------------- | ---------- |
| 1 a 7 de Setembro de 2013              | EPT Barcelona               | 1.234    | €5.984.900               | Tom Middleton           | €942.000                |            |
| 6 a 12 de Outubro de 2013              | EPT Londres                 | 604      | £2.929.400 (€3.450.247)  | Robin Ylitalo           | £560,980 (€660.722)     |            |
| 12 a 18 de Dezembro de 2013            | EPT Praga                   | 1.007    | €4.883.950               | Julian Track            | €725.700                |            |
| 6 a 13 de Janeiro de 2014              | PCA 2014 Paradise Island    | 1.031    | $10.000.700 (€7.330.013) | Dominik Panka           | $1.423.409 (€1.043.288) |            |
| 26 de Janeiro a 1 de Fevereiro de 2014 | EPT Deauville               | 671      | €3.220.800               | Sotirios Koutoupas      | €614.000                |            |
| 16 a 22 de Março de 2014               | EPT Viena                   | 910      | €4.413.500               | Oleksii Khoroshenin     | €578.392                |            |
| 10 a 16 de Abril de 2014               | EPT Sanremo                 | 556      | €2.480.872               | Victoria Coren-Mitchell | €476.100                |            |
| 26 de Abril a 2 de Maio de 2014        | EPT Monte Carlo Grand Final | 650      | €6.500.000               | Antonio Buonanno        | €1.240.000              |            |

## 11.ª Temporada (2014-2015)
| Data                                   | Evento                      | Entradas | Premiação               | Vencedor        | Campeão                  | Resultados |
| -------------------------------------- | --------------------------- | -------- | ----------------------- | --------------- | ------------------------ | ---------- |
| 16 a 27 de Agosto de 2014              | EPT Barcelona               | 1.496    | €7.255.600              | Andre Lettau    | €794.058                 |            |
| 8 a 18 de Outubro de 2014              | EPT Londres                 | 675      | £2.619.000 (€3.304.130) | Sebastian Pauli | £499.700 (€630.422)      |            |
| 7 a 17 de Dezembro de 2014             | EPT Praga                   | 1.107    | €5.368.950              | Stephen Graner  | €969.000                 |            |
| 8 a 14 de Janeiro de 2015              | PCA 2015 Paradise Island    | 816      | $7.915.200 (€6.704.412) | Kevin Schulz    | $ 1.491.580 (€1.263.413) |            |
| 27 de Janeiro a 6 de Fevereiro de 2015 | EPT Deauville               | 592      | €2.841.600              | Ognyan Dimov    | €543.700                 |            |
| 17 a 28 de Março de 2015               | EPT Malta                   | 895      | €4.340.750              | Jean Montury    | €687.400                 |            |
| 28 de Abril a 8 de Maio de 2015        | EPT Monte Carlo Grand Final | 564      | €5.640.000              | Adrián Mateos   | €1.082.000               |            |

## 12.ª Temporada (2015-2016)
| Data                            | Evento                      | Entradas | Premiação               | Vencedor           | Campeão             | Resultados |
| ------------------------------- | --------------------------- | -------- | ----------------------- | ------------------ | ------------------- | ---------- |
| 18 a 30 de Agosto de 2015       | EPT Barcelona               | 1.694    | €8.215.900              | John Juanda        | €1,022,593          |            |
| 20 a 31 de Outubro de 2015      | EPT Malta                   | 651      | €3.255.000              | Niall Farrell      | €534.330            |            |
| 5 a 16 de Dezembro de 2015      | EPT Praga                   | 1.044    | €5.063.400              | Hossein Ensan      | €754.510            |            |
| 6 a 14 de Janeiro de 2016       | PCA 2016 Paradise Island    | 928      | $4.500.800 (€4.143.031) | Michael Watson     | $728.325 (€670.430) |            |
| 9 a 20 de Fevereiro de 2016     | EPT Dublin                  | 605      | €3.025.000              | Dzmitry Urbanovich | €561.900            |            |
| 26 de Abril a 6 de Maio de 2016 | EPT Monte Carlo Grand Final | 1.098    | €5.325.300              | Jan Bendik         | €961.800            |            |

## 13.ª Temporada (2016)
| Data               | Evento        | Entradas | Premiação  | Vencedor                 | Campeão    | Resultados |
| ------------------ | ------------- | -------- | ---------- | ------------------------ | ---------- | ---------- |
| 18 a 28 de Agosto  | EPT Barcelona | 1.785    | €8.657.250 | Sebastian Malec          | €1.122.800 |            |
| 18 a 29 de Outubro | EPT Malta     | 468      | €2.340.000 | Aliaksei Boika           | €355.700   |            |
| 8 a 19 de Dezembro | EPT Praga     | 1.192    | €5.781.200 | Jasper Meijer van Putten | €699.300   |            |

## PSC PokerStars Championship (2017)
| Data                    | Evento                              | Entradas | Premiação                  | Vencedor            | Campeão                 | Resultados |
| ----------------------- | ----------------------------------- | -------- | -------------------------- | ------------------- | ----------------------- | ---------- |
| 6 a 14 de Janeiro       | PCA 2018 Paradise Island            | 738      | $3.376.712 (€3.172.792)    | Christian Harder    | $429,664 (€403.717)     |            |
| 14 a 20 de Março        | PSC Panamá                          | 366      | $1.775.100 (€1.094.441)    | Kenneth Smaron      | $293,860 (€273.689)     |            |
| 1 a 9 de Abril          | PSC Macau                           | 536      | HK$20.769.800 (€2.526.854) | Elliot Smith        | HK$2,877,500 (€350.077) |            |
| 29 de Abril a 5 de Maio | PSC presented by Monte Carlo Casino | 727      | €3.635.000                 | Raffaele Sorrentino | €466,714                |            |
| 25 a 31 de Maio         | PSC Sochi                           | 387      | ₽150.000.000 (€2.352.000)  | Pavel Shirshikov    | ₽29,100,000 (€456.288)  |            |
| 21 a 27 de Agosto       | PSC Barcelona                       | 1.682    | €8.157.700                 | Sebastian Sorensson | €987,043                |            |
| 12 a 18 de Dezembro     | PSC Praga                           | 855      | €4.146.750                 | Kalidou Sow         | €675.000                |            |

## 14.ª Temporada (2018)
| Data                         | Evento                   | Entradas | Premiação                 | Vencedor              | Campeão                | Resultados |
| ---------------------------- | ------------------------ | -------- | ------------------------- | --------------------- | ---------------------- | ---------- |
| 6 a 14 de Janeiro            | PCA 2018 Paradise Island | 582      | $5.645.400 (€4,630,414)   | Maria Lampropulos     | $1.081.100 (€886.729)  |            |
| 23 a 29 de Março             | EPT Sochi                | 861      | ₽146.171.460 (€2.074.173) | Arsenii Karmatckii    | ₽27,300,000 (€387.387) |            |
| 28 de Abril a 4 de Maio      | EPT Monte Carlo          | 777      | €3.768.450                | Nicolas Dumont        | €712.000               |            |
| 27 de Agosto a 2 de Setembro | EPT Barcelona            | 1.931    | €9.365.350                | Piotr Nurzynski       | €1.037.109             |            |
| 22 a 29 de Setembro          | EPT Open Sochi           | 649      | ₽75.543.600 (€991.887)    | Vyacheslav Bondartsev | ₽12.063.300 (€158.391) |            |
| 11 a 18 de Dezembro          | EPT Praga                | 1.174    | €5.693.900                | Paul Michaelis        | €840.000               |            |

## 15.ª Temporada (2019)
| Data                         | Evento                    | Entradas | Premiação                 | Vencedor         | Campeão                 | Resultados |
| ---------------------------- | ------------------------- | -------- | ------------------------- | ---------------- | ----------------------- | ---------- |
| 5 a 16 de Janeiro            | PCA 2019 Paradise Island  | 865      | $8.390.500 (€7.360.147)   | David Rheem      | $1.567.100 (€1.364.660) |            |
| 6 a 10 de Janeiro            | PSPC 2019 Paradise Island | 1.039    | $26.455.500 (€23.071.842) | Ramon Colillas   | $5.100.000 (€4.447.761) |            |
| 24 a 29 de Março             | EPT Sochi                 | 758      | ₽145.500.000 (€1.977.345) | Uri Gilboa       | ₽27.475.000 (€373.385)  |            |
| 25 de Abril a 4 de Maio      | EPT Monte Carlo           | 922      | €4.471.700                | Manig Loeser     | €603.777                |            |
| 26 de Junho a 2 de Julho     | EPT Open Madrid           | 1.151    | €1.104.960                | Jakub Grzegorzek | €176.357                |            |
| 20 de Agosto a 1 de Setembro | EPT Barcelona             | 1.988    | €9.641.800                | Simon Brändström | €1.290.166              |            |
| 9 a 13 de Outubro            | EPT Open Sochi            | 879      | ₽103.370.400 (€1.458.556) | Yi Ye            | ₽19.306.000 (€272.408)  |            |
| 11 a 17 de Dezembro          | EPT Praga                 | 1.154    | €5.596.900                | Mikalai Pobal    | €1.005.600              |            |

## 16.ª Temporada (2020-2021-2022)
| Data                            | Evento               | Entradas                   | Premiação                  | Vencedor                        | Campeão                    | Resultados                 |
| ------------------------------- | -------------------- | -------------------------- | -------------------------- | ------------------------------- | -------------------------- | -------------------------- |
| 20 a 29 de março de 2020        | EPT Sochi            | ADIADO OUTUBRO/2020        | ADIADO OUTUBRO/2020        | ADIADO OUTUBRO/2020             | ADIADO OUTUBRO/2020        | ADIADO OUTUBRO/2020        |
| 23 de Abril a 2 de Maio de 2020 | PSPC E EPT Barcelona | ADIADO AGOSTO/2020         | ADIADO AGOSTO/2020         | ADIADO AGOSTO/2020              | ADIADO AGOSTO/2020         | ADIADO AGOSTO/2020         |
| Agosto de 2020                  | PSPC E EPT Barcelona | ADIADO PARA 2021/CANCELADO | ADIADO PARA 2021/CANCELADO | ADIADO PARA 2021/CANCELADO      | ADIADO PARA 2021/CANCELADO | ADIADO PARA 2021/CANCELADO |
| 6 a 11 de Outubro de 2020       | EPT Sochi            | 637                        | ₽98,722,260 (€1.086.932)   | Ruslan Bogdanov                 | ₽15,984,500 (€175.990)     |                            |
| 8 a 15 de Novembro de 2020      | EPT Online 1         | 1.304                      | $6.520.000 (€5.508.683)    | Anton "WhatIfGod" Bergstrom     | $1,019,082 (€861.012)      |                            |
| 23 a 30 de Março de 2021        | EPT Sochi            | 852                        | ₽131.899.810 (€1.482.554)  | Artur Martirosian               | ₽24,633,000 (€276.875)     |                            |
| 2 a 11 de Outubro de 2021       | EPT Sochi            | 1.210                      | ₽142.296.000 (€1.713.246)  | Evgeniy Starinkov               | ₽16,029,300 (€192.993)     |                            |
| 8 a 19 de Dezembro de 2021      | EPT Online 2         | 401                        | $2.010.000 (€1.788.237)    | Anton "WhatIfGod" Bergstrom (2) | $363.640 (€323.520)        |                            |
| 6 a 16 de Março de 2022         | EPT Praga            | 1.190                      | €5.771.500                 | Grzegorz Główny                 | €692.252                   |                            |
| 28 de Abril a 7 de Maio de 2022 | EPT Monte Carlo      | 1.073                      | €5.204.050                 | Marcelo Simões                  | €939.840                   |                            |
| 8 a 21 de Agosto de 2022        | EPT Barcelona        | 2.294                      | €11.125.900                | Giuliano Bendinelli             | €1.491.133                 |                            |
| 18 a 28 de Outubro de 2022      | EPT Londres          | 749                        | £3.632.650 (€4.215.691)    | Ian Hamilton                    | £664.400 (€774.308)        |                            |
| 7 a 18 de Dezembro de 2022      | EPT Praga            | 1.267                      | €6.144.950                 | Jordan Saccucci                 | €913.250                   |                            |

## 17.ª Temporada (2023)[200]
| Data                           | Evento          | Entradas | Premiação                 | Vencedor          | Campeão                 | Resultados |
| ------------------------------ | --------------- | -------- | ------------------------- | ----------------- | ----------------------- | ---------- |
| 23 a 29 de janeiro             | PCA 2023        | 889      | $8.623.300 (€7.933.436)   | Michel Dattani    | $1.316.963 (€1.211.606) |            |
| 30 de janeiro a 3 de fevereiro | PSPC Bahamas    | 1.014    | $24,843,000 (€23.161.626) | Aliaksandr Shylko | $3,121,838 (€2.910.552) |            |
| 15 a 26 de fevereiro           | EPT Paris       | 1.606    | €7,708,800                | Razvan Belea      | €1,170,000              |            |
| 26 de abril a 6 de maio        | EPT Monte Carlo | 1.098    | €5,325,300                | Mike Watson       | €749,425                |            |
| 21 de agosto a 3 de setembro   | EPT Barcelona   | 2.120    | €10.282.000               | Simon Wiciak      | €1.134.375              |            |
| 11 a 22 de outubro             | EPT Chipre      | 1.320    | $6.402.000 (€6.074.218)   | Gilles Simon      | $1.042.000 (€988.650)   |            |
| 6 a 17 de dezembro             | EPT Praga       | 1.285    | €6.232.250                | Padraig O'Neill   | €1.030.000              |            |

## 18.ª Temporada (2024)[213]
| Data                         | Evento                                                 | Entradas | Premiação               | Vencedor       | Campeão               | Resultados |
| ---------------------------- | ------------------------------------------------------ | -------- | ----------------------- | -------------- | --------------------- | ---------- |
| 14 a 25 de fevereiro         | EPT Paris Palais des congrès de Paris                  | 1,747    | €8,385,600              | Barny Boatman  | €1,287,800            |            |
| 24 de abril a 4 de maio      | EPT Monte Carlo Sporting Monte Carlo, Larvotto, Mônaco | 1,208    | €5,858,800              | Derk van Luijk | €1,000,000            |            |
| 26 de agosto a 8 de setembro | EPT Barcelona Casino Barcelona, Barcelona, Espanha     | 1,975    | €9,578,750              | Stephen Song   | €1,290,386            |            |
| 9 a 20 de outubro            | EPT Chipre Merit Royal Hotel & Casino, Cirénia, Chipre | 1,284    | $6,227,400 (€5.756.608) | Oliver Weis    | $1,030,000 (€952.132) |            |
| 4 a 15 de dezembro           | EPT Praga King's Casino, Praga, República Tcheca       | 1,458    | €7,071,300              | Pedro Marques  | €963,450              |            |

## 19.ª Temporada (2025)
| Data                     | Evento                                                  | Entradas | Premiação | Vencedor | Campeão | Resultados |
| ------------------------ | ------------------------------------------------------- | --- | --- | --- | --- | --- |
| 12 a 23 de fevereiro     | EPT Paris                                               | CANCELADO decorrente de mudanças inesperadas nas políticas do governo francês e desenvolvimentos regulatórios em Paris. | CANCELADO decorrente de mudanças inesperadas nas políticas do governo francês e desenvolvimentos regulatórios em Paris. | CANCELADO decorrente de mudanças inesperadas nas políticas do governo francês e desenvolvimentos regulatórios em Paris. | CANCELADO decorrente de mudanças inesperadas nas políticas do governo francês e desenvolvimentos regulatórios em Paris. | CANCELADO decorrente de mudanças inesperadas nas políticas do governo francês e desenvolvimentos regulatórios em Paris. |
| 30 de abril a 10 de maio | EPT Monte Carlo Sporting Monte Carlo, Larvotto, Mônaco  | 1,195 | €5,795,750 | Aleksandr Shevliakov | €1,000,000 | |
| 18 a 31 de agosto        | EPT Barcelona Casino Barcelona, Barcelona, Espanha      | | | | | |
| 1 a 12 de outubro        | EPT Malta InterContinental Malta, St. Paul's Bay, Malta | | | | | |
| 3 a 14 de dezembro       | EPT Praga Hilton Hotel Prague, Praga, Rep. Tcheca       | | | | | |

## 20.ª Temporada (2026)
| Data                         | Evento                                                 | Entradas | Premiação | Vencedor | Campeão | Resultados |
| ---------------------------- | ------------------------------------------------------ | -------- | --------- | -------- | ------- | ---------- |
| 18 de fevereiro a 1 de março | EPT Paris Le Palais des Congrès, Paris, França         |          |           |          |         | +info      |
| 30 de abril a 10 de maio     | EPT Monte Carlo Sporting Monte Carlo, Larvotto, Mônaco |          |           |          |         | +info      |